# Torrent de l'Espina

El Torrent de l'Espina, respecte del terme de Castellcir

El torrent de l'Espina és un torrent dels termes municipals de Collsuspina, Moià i Castellcir, a la comarca del Moianès.
Es forma en el terme de Collsuspina, al Pla del Garet, a prop i al nord-oest de la masia del Garet i al nord-est de la de Can Torres, des d'on davalla cap a l'est-sud-oest, i s'adreça fins a tocar el poble de Collsuspina, pel costat est del qual discorre. En aquell lloc torç cap al sud, passa a tocar del Molí de l'Espina, que deixa a la dreta, i va a passar entre l'Espina, que queda a llevant, i l'Espinoi, a ponent. Continua cap al sud, fins a tocar el vessant nord-oest de la Serra de Santa Coloma, on es decanta cap al sud-oest i entra en el terme de Moià.
Ja en terme de Moià, deixa al nord-oest la masia de Puig-antic i al cap de poc a ponent la dels Plans del Toll, moment en què el torrent comença a fer de termenal entre Moià i Castellcir i es transforma en la riera de Santa Coloma al Passant dels Plans.